# 弘前大学医疗技术短期大学部
弘前大学医疗技术短期大学部（日语：／ Hirosaki Daigaku Iryō Gijutsu  Tanki Daigakubu *），简称弘大医短，是过去一所位于日本青森县弘前市的国立短期大学。

## 概要

### 简介
- 学校最早可以追溯到1957年[1]。短期大学为于1975年开办[1]、由弘前大学经营、招生到2000年[2]、停办于2004年[2]。

### 历史
- 1975年 弘前大学医疗技术短期大学部成立并同时设置护理科和专科助产学特別专攻[3][1]。
- 1976年 护理科变更为护理学科、卫生技术学科成立[1]。
- 1977年 医事放射线技术学科成立[1]。
- 1980年 物理治疗学科[注 2]和职能治疗学科[注 3]成立[1]。
- 2000年 招生最后[1]。
- 2004年 今年3月31日正式停办[2]。

## 学校环境
- 校区：在了青森县弘前市

## 历任校长
- 臼渊勇：第一代短期大学校长[4]。

## 组织

### 学科
- 护理学科
- 卫生技术学科
- 医事放射线技术学科
- 物理治疗学科[注 2]
- 职能治疗学科[注 3]

### 专科
| - 助产学特別专攻 |

### 业余课程
| - 没有 |

## 相关链接
- 日本短期大学列表
- 弘前大学